# Stojan Jordanov
Stojan Jordanov (bulharskou cyrilicí Стоян Йорданов) (* 29. ledna 1944, Sofie) je bývalý bulharský fotbalový brankář.

## Fotbalová kariéra
V bulharské lize hrál za CSKA Sofia, FK Sliven a PFK Černo More Varna. S CSKA Sofia získal sedm mistrovských titulů a pět vítězství v bulharském fotbalovém poháru. V Poháru mistrů evropských zemí nastoupil ve 13 utkáních, v kvalifikaci Poháru mistrů evropských zemí nastoupil v 1 utkání a v Poháru vítězů pohárů nastoupil v 6 utkáních. Za bulharskou reprezentaci nastoupil v letech 1968–1975 ve 25 utkáních. S bulharskou reprezentací získal stříbrnou medaili na fotbalovém turnaji olympijských her v Mexico City roku 1968, nastoupil v 5 utkáních. Byl členem bulharské reprezentace na Mistrovství světa ve fotbale 1970, nastoupil v utkání s Marokem. 

## Ligová bilance
| Ročník                                | Zápasy | Góly | Klub                 |
| ------------------------------------- | ------ | ---- | -------------------- |
| 1. bulharská fotbalová liga 1962/1963 | 2      | 0    | CSKA Sofia           |
| 1. bulharská fotbalová liga 1963/1964 | 16     | 0    | CSKA Sofia           |
| 1. bulharská fotbalová liga 1964/1965 | 21     | 0    | CSKA Sofia           |
| 1. bulharská fotbalová liga 1965/1966 | 10     | 0    | CSKA Sofia           |
| 1. bulharská fotbalová liga 1966/1967 | 23     | 0    | CSKA Sofia           |
| 1. bulharská fotbalová liga 1967/1968 | 9      | 0    | CSKA Sofia           |
| 1. bulharská fotbalová liga 1968/1969 | 20     | 0    | CSKA Sofia           |
| 1. bulharská fotbalová liga 1969/1970 | 15     | 0    | CSKA Sofia           |
| 1. bulharská fotbalová liga 1970/1971 | 21     | 0    | CSKA Sofia           |
| 1. bulharská fotbalová liga 1971/1972 | 18     | 0    | CSKA Sofia           |
| 1. bulharská fotbalová liga 1972/1973 | 22     | 0    | CSKA Sofia           |
| 1. bulharská fotbalová liga 1973/1974 | 10     | 0    | CSKA Sofia           |
| 1. bulharská fotbalová liga 1974/1975 | 15     | 0    | CSKA Sofia           |
| 1. bulharská fotbalová liga 1975/1976 | 18     | 0    | CSKA Sofia           |
| 1. bulharská fotbalová liga 1976/1977 | 21     | 0    | CSKA Sofia           |
| 1. bulharská fotbalová liga 1977/1978 | 28     | 0    | FK Sliven            |
| 1. bulharská fotbalová liga 1977/1978 | 3      | 0    | PFK Černo More Varna |
| CELKEM 1. bulharská fotbalová liga    | 272    | 0    |                      |